# Веприк, Александр Анатольевич
Александр Анатольевич Веприк (род.31 марта 1991) — российский биатлонист, призёр чемпионата России. Мастер спорта России (2012).

## Биография
Выпускник ДЮСШ Сузунского района, первый тренер — С. И. Шабанов, тренеры — Л. П. Бакурова, Д. Н. Бакуров, В. Н. Корчак, В. В. Зверева. На взрослом уровне представляет г. Новосибирск и ЦСП по биатлону Новосибирской области, тренеры — Казанцев Яков Викторович, Екимуков Владимир Степанович.
Неоднократный призёр чемпионата России — дважды серебряный в гонке патрулей (2017 и 2018) и дважды бронзовый — в смешанной эстафете (2013, 2015).
Также в 2018 году стал победителем чемпионата Сибирского федерального округа в масс-старте.